# جوستو غونزالو
جوستو غونزالو رودريغز ليل (2 مارس 1910 برشلونة، إسبانيا – 28 سبتمبر 1986 مدريد، إسبانيا) هو عالم أعصاب إسباني، ذهب إلى النمسا وألمانيا (1933-1935) بعد حصوله على شهادة البكالوريوس في الطب ليكمل اختصاصه بمنحة من مجلس توسيع الدراسات البحث العلمي، وأجرى لاحقًا أبحاثًا مكثفة حول وظائف الدماغ البشري التي اعتمدت بشكل كبير على إصابات الدماغ الناجمة عن الحرب الأهلية الإسبانية (1936-1939). استطاع توصيف ما أسماه المتلازمة المركزية للقشرة المخية (اضطراب ثنائي الجانب متعدد الحواس ناجم عن آفة أحادية الجانب في منطقة الارتباط الجداري القذالي)، إذ فسر هذه المتلازمة بالاستناد إلى القوانين الفيزيولوجية للاستثارية العصبية بالإضافة إلى نموذج ديناميكيات الدماغ الذي يفسر القشرة المخية كوحدة وظيفية ديناميكية متخصصة في التدريج، ما يقدم الجواب على سؤال تموضع الدماغ. تمكن أيضًا من وصف العديد من الظواهر وتفسيرها، على سبيل المثال الإدراك الحسي المنعكس، وتعدد الحواس، والتسهيل الحركي وغيرها. صاغ عن طريق تطبيق مفاهيم التشابه الديناميكي بعض قوانين التنامي المحتملة في فقدان الوظائف والتنظيم الحسي وتمكن من إثباتها. كان عضوًا في المجلس الأعلى للبحوث العلمية (سي إس آي سي) في إسبانيا منذ عام 1942 حتى التقاعد، وكان محاضرًا في 25 برنامج دكتوراه (1945-1966) حول الفيزيولوجيا المرضية الدماغية في كلية الطب التابعة لجامعة مدريد. تقلد العديد من الجوائز من المجلس الأعلى للبحوث العلمية (1941)، والأكاديمية الملكية للطب (1950) والجمعية الإسبانية لعلم النفس (1958).

## مساهمته العلمية
يمثل كتابه بحث في ديناميكيات الدماغ الجديدة. النشاط الدماغي كوظيفة للشروط الديناميكية للاستثارية العصبية جزءًا من مساهماته الهامة، إذ ذكر الكتاب مصطلح ديناميكيات الدماغ للمرة الأولى في المنشورات العلمية من أجل وصف تنظيم الوظائف الحسية. تألف الكتاب من مجلدين، إذ نُشر المجلد الأول في عام 1945 لينصب التركيز فيه على الوظائف البصرية بينما نُشر الثاني في عام 1950 واختص بالوظائف اللمسية مع التوسع في المفاهيم المذكورة في المجلد الأول. يكشف الباحث في هذا الكتاب عن ما أسماه المتلازمة المركزية للقشرة المخية، التي تمثل حالة متعددة الحواس مع تناظر ثنائي الجانب ناجمة عن آفة قشرية جدارية قذالية أحادية الجانب في منطقة ترابطية متساوية البعد عن مناطق الإسقاط البصرية، واللمسية والسمعية.
تتظاهر المتلازمة بالعديد من التأثيرات الديناميكية مثل تعددية الحواس وتطور الاضطراب بشكل متناظر ثنائي الجانب، إذ يشمل ذلك جميع الوظائف المتدرجة من حالة الاستثارية البسيطة وصولًا إلى الوظائف عالية التعقيد. تتمثل إحدى التأثيرات الديناميكية الأخرى في الفقدان المترقي للوظائف وتحلل بعضها إلى تفاعلات جزئية مع انخفاض شدة التنبيه. يؤدي هذا، على سبيل المثال، إلى تطور رؤية منحرفة أو منعكسة، إذ يعاني المصاب من ميل متزايد في الصور الواردة بالتزامن مع فقدان الشكل، واللون والحجم حتى الوصول إلى انعكاس كامل في الحالات الشديدة. اعتُبر هذا أول دراسة شاملة للرؤية المنحرفة أو المنعكسة (غونزالو، 1945). رصد الباحث أيضًا وجود إدراك منعكس في حاستي اللمس (1950) والسمع (1952)، اللتين لم تشهدا أي ملاحظات سابقة مماثلة، إذ عمم عملية الانعكاس في المتلازمة المركزية على جميع الأجهزة الحسية ذات الطبيعة المكانية. اعتُبرت الوظائف الإدراكية أو المعرفية إلى جانب الوظائف المعقدة أولى الوظائف المفقودة نظرًا إلى تطلبها قدرًا كبيرًا من استثارة الدماغ، وبالتالي درجة أكبر من تكامل الدماغ. نتيجة لذلك، أمكن تأسيس استمرارية بين الوظائف الحسية الأولية والوظائف الحسية العليا، بالاستناد إلى نفس القوانين الفيزيولوجية.
تشمل الظواهر الديناميكية الأخرى ذات الصلة بالظاهرة السابقة الاختفاء الجزئي لبعض الاضطرابات عند زيادة حدة المنبه أو التجميع الصدغي (تكرار المنبه)، أو نتيجة القدرة المتكونة على التسهيل، التي تنطوي على استعادة الوظائف من خلال وجود شكل أخر من التنبيه ذي الطرق المماثلة أو المختلفة (التسهيل متعدد الحواس)، أو عبر النشاط الحركي مثل الجهد العضلي، إذ لم يكن هناك أي ذكر سابق لمثل هذه الحالة في أي دراسات تفصيلية. على سبيل المثال، تساهم المنبهات اللمسية أو السمعية، على وجه التحديد الجهد العضلي، في تحسين الإدراك، ويمكن لها التعويض جزئيًا عن عجز الاستثارة العصبية بسبب خسارة الكتلة العصبية غير المخصصة (أو متعددة التخصص) الناجمة عن الإصابة بآفة ما. على سبيل المثال، ازدادت الساحة البصرية، التي تظهر درجة من التراجع المركزي، بمقدار 5 مرات في الحالات الحادة، واستعادت الصورة التوجيه الصحيح من خلال التقلص العضلي القوي. ترتفع هذه القدرة مع ارتفاع حجم الآفة في الدماغ وانخفاض شدة المنبه الأصلي.
رصد الباحث ودرس العديد الظواهر المذهلة الأخرى مثل سوء تموضع اللون، والانعكاس في الإدراك الحركي، اضطراب متمثل في قدرة المصاب على قراءة النص عند عكسه بالاتجاه العامودي وتدويره 180 درجة دون انتباهه لأي اختلاف، واضطراب التوجيه غيري التركيز وغيرها.
استطاعت أبحاثه سد الفجوة التي كانت موجودة بين علم أمراض الدماغ وفيزيولوجيا الجهاز العصبي، نظرًا إلى ضبط الظاهرة المرصودة وفق قوانين الاستثارية العصبية، إذ اعتُبر ذلك من التغييرات المتطرفة آنذاك فيما يتعلق بالمفاهيم المستخدمة.
لم تقتصر الحالات المرصودة من قبل غونزالو على تلك المذكورة في كتابه، إذ رصد وجود 35 حالة من المتلازمة المركزية المختلفة في الشدة (غونزالو، 1952). استطاع الباحث أيضًا إجراء تحليلات عميقة في حالة شنايدر الشهيرة لغولدشتاين وغيلب (2018)، التي عمل على تفسيرها وفقًا للمتلازمة آنفة الذكر.
اقترح غونزالو نموذج تطور حلزوني الشكل للساحة الحسية في عملية الدماغ التكاملية (غونزالو، 1951، 1952) وطرح فكرة تدرجات الدماغ الوظيفية عبر القشرة المخية (غونزالو، 1952). تُعتبر التدرجات مجموعة من الوظائف المتدرجة التي تمثل كثافة وظيفة حسية محددة في كل نقطة من القشرة المخية، إذ ترتبط مع كثافة العصبونات المحددة وارتباطاتها، مع أخذ القيمة العظمى في مناطق الإسقاط الموافقة لتتناقص تدريجيًا عبر القشرة المخية، إذ تصل نهاية الانخفاض إلى مناطق الإسقاط الأخرى. أمكن تفسير الأنواع المتعددة لمتلازمات القشرة المخية من قبل الباحث وغيره وفقًا لنموذج التدرجات، بالاستناد إلى موقع الآفة وحجمها، مع إيجاد انتقال مستمر بين متلازمات منطقة الإسقاط ونظيرتها المركزية.
طور غونزالو فيما بعد مفاهيم التماثلية الديناميكية وقياسات التنامي المطبقة على المتلازمة المركزية، إذ يمكن فهم ذلك كنتيجة للتغير في نطاق الاستثارية العصبية للنظام المخي مقارنة بالحالة الطبيعية. وفقًا لمبدأ التماثلية الديناميكية، يؤدي التغير في نطاق نظام ما إلى تغير أجزاء مختلفة منه بشكل مختلف عن بعضها البعض (فيما يتعلق بقياس التنامي). عمل بعد ذلك على قياس العلاقات متفاوتة النمو، قوانين القوى المتدرجة، بين الوظائف الحسية المختلفة. أمكن من خلال ذلك تفسير الخسارة التدريجية في هذه الوظائف في المتلازمة المركزية وإضفاء نموذج رسمي عليها. طُبقت هذه المفاهيم، بما في ذلك تلك المتعلقة بالتدرجات، على النظام اللغوي. لم يُنشر هذا البحث الأخير وأمكن جمعه جزئيًا في الملحق الثاني خلال إعادة طبع أعمال غونزالو (غونزالو، 2010) وفي الأعمال اللاحقة، (انظر أدناه أعمال غونزالو – فوندرودونا وبوراس في قسم «الأعمال على أبحاث جوستو غونزالو»).